# Lee Sang-ho (Snowboarder)
Lee Sang-ho (koreanisch 이상호; * 12. September 1995 in Jeongseon) ist ein südkoreanischer Snowboarder. Er startet in den Paralleldisziplinen.

## Werdegang
Lee startete im November 2010 in Hochfügen erstmals im Europacup und belegte dabei den 71. Platz im Parallel-Riesenslalom. Bei den Snowboard-Weltmeisterschaften 2013 in Stoneham errang er den 36. Platz im Parallel-Riesenslalom und den 20. Platz im Parallelslalom. Zu Beginn der Saison 2013/14 debütierte er in Carezza im Snowboard-Weltcup und kam dabei auf den 52. Platz im Parallel-Riesenslalom und auf den 45. Rang im Parallelslalom. Bei den Snowboard-Juniorenweltmeisterschaften 2014 in Chiesa in Valmalenco gewann er die Silbermedaille im Parallel-Riesenslalom. Im folgenden Jahr belegte er bei den Snowboard-Weltmeisterschaften 2015 am Kreischberg den 25. Platz im Parallelslalom und den 12. Rang im Parallel-Riesenslalom. Im März 2015 holte er bei den Snowboard-Juniorenweltmeisterschaften 2015 in Yabuli die Bronzemedaille im Parallelslalom und die Goldmedaille im Parallel-Riesenslalom.
In der Saison 2015/16 kam Lee im Europacup viermal aufs Podium. Dabei siegte er im Parallelslalom in Ratschings und gewann zum Saisonende die Parallelwertung und belegte zudem in der Parallelslalomwertung und im Parallel-Riesenslalomwertung jeweils den zweiten Platz. Bei den Winter-Asienspielen 2017 in Sapporo gewann er im Slalom und im Riesenslalom die Goldmedaille. Im März 2017 erreichte er in Kayseri mit dem zweiten Platz im Parallel-Riesenslalom seine erste Podestplatzierung im Weltcup und belegte zum Ende der Saison 2016/17 im Parallel und im Parallel-Riesenslalom-Weltcup jeweils den fünften Platz. Beim Saisonhöhepunkt den Snowboard-Weltmeisterschaften 2017 in Sierra Nevada kam er auf den 19. Platz im Parallelslalom und auf den fünften Platz im Parallel-Riesenslalom. Bei den Olympischen Winterspielen 2018 in Pyeongchang gewann er im Parallel-Riesenslalom die Silbermedaille. In der Saison 2018/19 kam er bei 12 Weltcupstarts, viermal unter den ersten Zehn, darunter Platz drei im Parallel-Riesenslalom in Pyeongchang und errang damit den 15. Platz im Parallelweltcup. Beim Saisonhöhepunkt, den Snowboard-Weltmeisterschaften 2019 in Park City, fuhr er im Parallel-Riesenslalom auf den 31. Platz. Anfang März 2019 holte er bei der Winter-Universiade in Krasnojarsk die Bronzemedaille im Parallelslalom. In den nächsten beiden Saisons erreichte er meist Platzierungen im Mittelfeld. Bei den Snowboard-Weltmeisterschaften 2021 in Rogla kam er auf den 14. Platz im Parallel-Riesenslalom und auf den fünften Rang im Parallelslalom. In der Saison 2021/22 gewann er mit drei dritten und zwei Plätzen sowie einen ersten Platz, den Parallel-Weltcup. Zudem wurde er im Parallel-Riesenslalom-Weltcup und im Parallelslalom-Weltcup jeweils Zweiter. Bei den Olympischen Winterspielen 2022 in Peking errang er den fünften Platz im Parallel-Riesenslalom. Im März 2022 wurde er im Parallel-Riesenslalom und im Parallelslalom jeweils südkoreanischer Meister.
Sang-ho startete bisher bei 69 Weltcuprennen. Dabei erreichte er 28-mal eine Top-10-Platzierung (Stand: Saisonende 2021/22).

## Teilnahmen an Weltmeisterschaften und Olympischen Winterspielen

### Olympische Winterspiele
- 2018 Pyeongchang: 2. Platz Parallel-Riesenslalom
- 2022 Peking: 5. Platz Parallel-Riesenslalom

### Snowboard-Weltmeisterschaften
- 2013 Stoneham: 20. Platz Parallelslalom, 36. Platz Parallel-Riesenslalom
- 2015 Kreischberg: 12. Platz Parallel-Riesenslalom, 25. Platz Parallelslalom
- 2017 Sierra Nevada: 5. Platz Parallel-Riesenslalom, 19. Platz Parallelslalom
- 2019 Park City: 31. Platz Parallel-Riesenslalom
- 2021 Rogla: 5. Platz Parallelslalom, 14. Platz Parallel-Riesenslalom
- 2023 Bakuriani: 5. Platz Parallelslalom, 10. Platz Parallel-Riesenslalom, 10. Platz Parallelslalom Team
- 2025 Engadin: 3. Platz Parallel-Riesenslalom, 7. Platz Parallelslalom, 13. Platz Parallel-Team

## Weltcupsiege und Weltcup-Gesamtplatzierungen

### Weltcupsiege
| Nr. | Datum             | Ort        | Disziplin             |
| --- | ----------------- | ---------- | --------------------- |
| 1.  | 11. Dezember 2021 | Bannoye    | Parallel-Riesenslalom |
| 2.  | 21. Januar 2024   | Pamporowo  | Parallelslalom        |
| 3.  | 9. März 2024      | Winterberg | Parallelslalom        |

### Weltcup-Gesamtplatzierungen
| Saison  | Parallel | Parallel | Parallel-Riesenslalom | Parallel-Riesenslalom | Parallelslalom | Parallelslalom |
| Saison  | Punkte   | Platz    | Punkte                | Platz                 | Punkte         | Platz          |
| ------- | -------- | -------- | --------------------- | --------------------- | -------------- | -------------- |
| 2013/14 | 32       | 67.      | 15                    | 70.                   | 17             | 63.            |
| 2014/15 | 196      | 42.      | 158                   | 37.                   | 38             | 48.            |
| 2015/16 | 659      | 23.      | 259                   | 26.                   | 400            | 20.            |
| 2016/17 | 3280     | 5.       | 2470                  | 5.                    | 810            | 12.            |
| 2017/18 | 2220     | 17.      | 1840                  | 15.                   | 380            | 21.            |
| 2018/19 | 2256,1   | 15.      | 1446,1                | 15.                   | 810            | 14.            |
| 2019/20 | 2118     | 14.      | 1640                  | 10.                   | 478            | 17.            |
| 2020/21 | 87       | 27.      | 53                    | 23.                   | 34             | 28.            |
| 2021/22 | 604      | 1.       | 359                   | 2.                    | 245            | 2.             |
| 2022/23 | 286      | 13.      | 222                   | 6.                    | 64             | 21.            |
| 2023/24 | 477      | 5.       | 164                   | 13.                   | 313            | 1.             |
| 2024/25 | 394      | 15.      | 288                   | 15.                   | 106            | 14.            |